# Ху Хайчан
Ху Хайчан (кит. упр. 胡海昌, пиньинь Hu Haichang, 1928—2011) — китайский учёный, специалист в области механики и космонавтики. Академик Китайской академии наук.

## Биография
Родился в городе Ханчжоу, провинция Чжэцзян. В 1950 году окончил факультет гражданского строительства Чжэцзянского университета, где его научным руководителем был Цянь Вэйчан.
После окончания института Ху работал в Институте механики Китайской академии наук в Пекине, который был основан в 1950-х годах «отцом китайской космонавтики» Цянь Сюэсэнем. С 1968 года до выхода на пенсию, Ху работал в Департаменте конструирования космических аппаратов Китайской академии наук.
С 1966 года Ху разрабатывал конструкции космических аппаратов Китая, принимал активное участие в создании первых искусственных спутников Китая Дунфан Хун-1 и Дунфан Хун-2.
В 1993 году Ху стал старшим советником и членом научно-технической комиссии Китайской корпорации аэрокосмических наук и технологий и техническим консультантом в Китайской академии космической техники.
Ху был главным директором Китайского общества колебательной техники и вице-президентом Китайского общества механики.
Ху работал приглашённым профессором Пекинского университета, Чжэцзянского университета, Цзилиньского университета, а также был избран почётным профессором университета Циндао, провинция Шаньдун. В 1980 году избран членом Китайской академии наук.
Принцип Ху-Вашицзу и функционал Ху-Вашицзу в механике сплошных сред, а также решение Ху для 3-мерной задачи теории упругости поперечно-изотропного тела, названы в его честь.